# Sambigede (Binangun)
Sambigede is een bestuurslaag in het regentschap Blitar van de provincie Oost-Java, Indonesië. Sambigede telt 4385 inwoners (volkstelling 2010).